# وایسنگ
وایسنگ (به آلمانی: Waisenegg) یک منطقهٔ مسکونی در اتریش است که در وایتس واقع شده‌است. وایسنگ ۲۶٫۰۴ کیلومتر مربع مساحت دارد ۷۴۷ متر بالاتر از سطح دریا واقع شده‌است.